# Шатило, Ким Дмитриевич
Ким Дми́триевич Шати́ло (30 октября 1924 — 10 января 1964) — советский офицер, танкист, участник Великой Отечественной войны, Герой Советского Союза (1944).

## Биография

### Ранние годы
Родился 30 сентября 1924 года в станице Гиагинская Адыгейской (Черкесской) автономной области Северо-Кавказского края (ныне Гиагинского район Республики Адыгея) в семье рабочего. Русский. Переехал с родителями в Пятигорск. Окончил среднюю школу № 1 в Пятигорске. Живым примером для подражания его был отец — Дмитрий Петрович, который всю свою жизнь посвятил борьбе за народное счастье. Пламенный патриот и большевик-коммунист, всю гражданскую войну он прошел в сабельном звоне, сражаясь штаб-трубачом казачьего полка, затем командиром красногвардейского отряда, эскадрона, кавалерийского полка против деникинцев и банд Махно, Шкуро. После окончания гражданской войны боролся с врагами революции и устанавливал советскую власть в Гиагинской и прилегающих селах, являясь председателем земельной комиссии в первом станичном совете.В декабре 1942 года его отец майор Дмитрий  Петрович Шатило во главе разведгруппы из пяти человек был заброшен в глубокий тыл в район г. Красный Сулин Ростовской области для выполнения специального задания. Как и в годы гражданской войны, сражался он мужественно, отважно. Выданные предателями они оказались в застенках гестапо, где, не проронив ни слова, были расстреляны.

### В Великую Отечественную войну
В Великую Отечественную войну Ким с 1942 года работал слесарем на Московском авиазаводе.
В 17 лет ушёл служить в РККА с сентября 1942 года (место призыва: Пятигорский ГВК, Орджоникидзевский край, город Пятигорск). В 1943 году окончил Пушкинское танковое училище. В действующей армии с 3 января 1943 года.
Служил командиром танка 84-го отдельного танкового полка 63-й механизированной бригады 7-го механизированного корпуса (2-й Украинский фронт)..
О готовности Кима Дмитриевича Шатило сражаться с врагом до последнего свидетельствовало письмо, написанное им от имени экипажа и опубликованное в корпусной газете «Родина зовет». В нем говорилось: 

«Родина, любимый Сталин, друзья! Я верю в силу нашего оружия, верю в победу над проклятыми немцами. Я и мой экипаж клянемся, что не дрогнем и не отступим в бою с ненавистным врагом. До последнего снаряда, до последнего удара наших сердец мы будем сражаться с врагом...».— 

### Подвиг
Командир танка  Т-34 младший лейтенант Ким Шатило особо отличился в бою за город Кировоград.
8 января 1944 года в районе села Рожноватка, на подступах к городу, танк Шатило прорвался вглубь расположения противника и перерезал дорогу отступающей колонне вражеских войск. Используя возможность неожиданного нападения, отважный экипаж своим танком ворвался в колонну. Огнём пушки и пулемёта, гусеницами танкисты уничтожали врага. В этом бою они сожгли два танка «Тигр», разбили четыре средних танка, раздавили полсотни автомашин, уничтожили до роты солдат и офицеров. Затем Шатило смело вступил в бой с подошедшими на помощь противника семью танками «Тигр» и поджёг один. Но от вражеских снарядов загорелась и его машина, товарищи по экипажу погибли. Собрав все силы Шатило сам сел на место водителя и вывел горящую машину из боя в расположение наших войск. Его нашли обгоревшим у танка и доставили в госпиталь.
Из наградного листа:

В боях с немецкими захватчиками за город Кировоград показал мужество, героизм. 8.1.44 года в районе высоты 186,9 1 км. сев. РОЖНОВАТКА ВЫПОЛНЯЯ поставленную Командованием боевую задачу на танке Т-34 заметил большое скопление техники, автотранспорта и пехоты противника. Не теряясь, воодушевил экипажа и со словами «ЗА РОДИНУ » « ЗА СТАЛИНА» ,  презирая смерть прямо в упор ворвался танком в скопление войск противника. От быстрой неожиданности у противника поднялась паника, в результате чего танк нанес урон :

1). Сжег танков "Тигр" -2; 

2). Подбил танков "Тигр" -1;

3). Разбил средних танков	4;

4). Раздавил грузовых автомашин - 51;
 
5). Уничтожил и подавил до роты солдат и офицеров.

Нанеся вышеуказанный противнику урон вступил в бои с 7-ю танками " Тигр "
где его машина была подожжена.
Не покидая машины тов. ШАТИЛО вывел её горящую на территорию наших войск, стараясь ее потушить,  где был найден без сознания, обгоревший у танка и отправлен в госпиталь. Экипаж его 3 человека героически погибли на своем боевом посту.
Командир 84 отд танкового полка   майор Чеховской 13 января 1944 года.
— 
Указом Президиума Верховного Совета СССР от 10 марта 1944 года за образцовое выполнение боевых заданий командования на фронте борьбы с немецко-фашистским захватчиками и проявленные при этом мужество и героизм младшему лейтенанту Шатило Киму Дмитриевичу присвоено звание Героя Советского Союза с вручением ордена Ленина и медали «Золотая Звезда»» (№ 4478).  
Он стал первым Героем Советского Союза в 7-м механизированном корпусе (Герои Советского Союза).
В письме родителям командир полка майор А. П. Чеховской 26 февраля 1944 года писал: «Здравствуйте, уважаемые родители моего офицера К. Д. Шатило. Большая вам благодарность за вашего сына Кима Дмитриевича. Находясь в моей части, он участвовал в боях с гитлеровскими оккупантами, проявил смелость и геройство. Я представил его к званию Героя Советского Союза. В боях его танк был поврежден, и Ким получил ранение — ожог. Сейчас он в госпитале...». Попав в госпиталь, Ким Дмитриевич оказался надолго прикованным к больничной койке. Однако ему не суждено было вернуться на фронт.

### После войны
После выздоровления Герой Советского Союза лейтенант К. Д. Шатило служил командиром танкового взвода в Северо-Кавказском военном округе, в Группе советских войск в Германии. В 1947 году лейтенант Шатило вышел в запас по здоровью. Член КПСС с 1951 года. Работал в Ростове в отделе рабочего снабжения. В 1950 году Железнодорожным райкомом партии города он был направлен учиться в Ростовскую областную юридическую школу, которую с отличием окончил в 1952 году. Три года работал следователем прокуратуры города Ростов-на-Дону. Затем окончил юридический институт и работал в Министерстве внутренних дел СССР. Затем была адъюнктура при Высшей школе МВД СССР. Окончив её, К. Д. Шатило остался здесь же на преподавательской работе.
Работал преподавателем, а затем старшим преподавателем кафедры уголовного права и процесса, показав себя, как сказано в характеристике, способным и перспективным научным работником, хорошим преподавателем, который на высоком научном и методическом уровне проводит занятия и успешно ведет научно-исследовательскую работу. 
Но подорванное войной здоровье все чаще давало о себе знать, и в 1962 году Ким Дмитриевич в звании капитана милиции вынужден был уйти в отставку, а через два года его не стало. Ему шел всего лишь сороковой год.
10 января 1964 года Ким Дмитриевич Шатило скончался от фронтовых ран в Москве. Похоронен участке № 8 Введенского кладбища в Москве.

## Награды
- Медаль «Золотая Звезда» (10 марта 1944[2])[7];
- орден Ленина (10 марта 1944[2])[7];
- медаль «За победу над Германией в Великой Отечественной войне 1941—1945 гг.» (9 мая 1945[9]).

## Память

Могила Шатило на Введенском кладбище Москвы.

- Имя Героя высечено золотыми буквами в зале Славы Центрального музея Великой Отечественной войны в Москве.
- В Пятигорске именем Героя названа улица.
- В Пятигорске установлены мемориальные доски на здании школы № 1 и на улице его имени[10].
- В Кировограде именем Героя названа улица.
- Его имя увековечено в Главном Храме Вооружённых сил России, и навсегда запечатлено на мемориале «Дорога памяти»
- Его имя занесено на мемориальную доску Академии управления МВД России[11].